# آنا-لوئیس پلومن
آنا-لوئیس پلومن (انگلیسی: Anna-Louise Plowman؛ زادهٔ ۹ مهٔ ۱۹۷۲) یک هنرپیشه اهل ایالات متحده آمریکا است.
از فیلم‌ها یا برنامه‌های تلویزیونی که وی در آن نقش داشته‌است می‌توان به شش گلوله اشاره کرد.